# Friso del Partenón
El friso del Partenón es un friso de 160 metros de largo que rodeaba la parte superior de la cella del Partenón en Atenas. Obra maestra de la escultura griega clásica, está realizado en bajorrelieve con mármol pentélico en estilo jónico, aunque en un edificio dórico. Representa probablemente la procesión de las Grandes Panateneas, que tenía lugar cada cuatro años en honor de la diosa Atenea.
Fue esculpido aproximadamente entre los años 443 y 438 a. C. muy probablemente bajo la dirección de Fidias. Sobreviven unos 128 metros del friso original, alrededor del 94%, conociéndose el resto solo por los dibujos que hizo el artista flamenco Jacques Carrey en 1674. Sus fragmentos se encuentran dispersos en diversos museos, sobre todo en el Museo de la Acrópolis de Atenas y en el Museo Británico de Londres. En la actualidad, el 37,5% del friso se encuentra en el Museo Británico; el resto (48%) está en el Museo de la Acrópolis de Atenas y el último 14% se reparte entre otros museos. El Estado griego ha pedido repetidamente la restitución de los Mármoles de Elgin que se encuentran en Londres, así como otros elementos de la escultura que decoraba el Partenón. Gran parte del material ateniense no está expuesto, y hay fragmentos en otros nueve museos internacionales. Moldes del friso pueden encontrarse en el archivo Beazley en el Museo Ashmolean de Oxford, en el Skulpturhalle de Basilea, en el Architecture Hall de la Universidad de Washington, Seattle; y en Hammerwood Park cerca de East Grinstead, en Sussex (Inglaterra).

## Construcción
La «Vida de Pericles» obra de Plutarco, 13.4-9, informa de que «el hombre que dirigió todos los proyectos y fue supervisor [episkopos] para él [Pericles] fue Fidias... Casi todo estaba bajo su supervisión, y, como hemos dicho, estaba a cargo, debido a su amistad con Pericles, de todos los demás artistas». Debe resaltarse que la descripción no fue architekton, el término que usualmente se daba a la influencia creativa detrás de un proyecto arquitectónico, sino episkopos. Pero es por esto y la evidencia circunstancial de la obra conocida de Fidias en la Atenea Pártenos y su papel central en el programa edificador de Pericles que suele deducirse su autoría sobre el friso. 

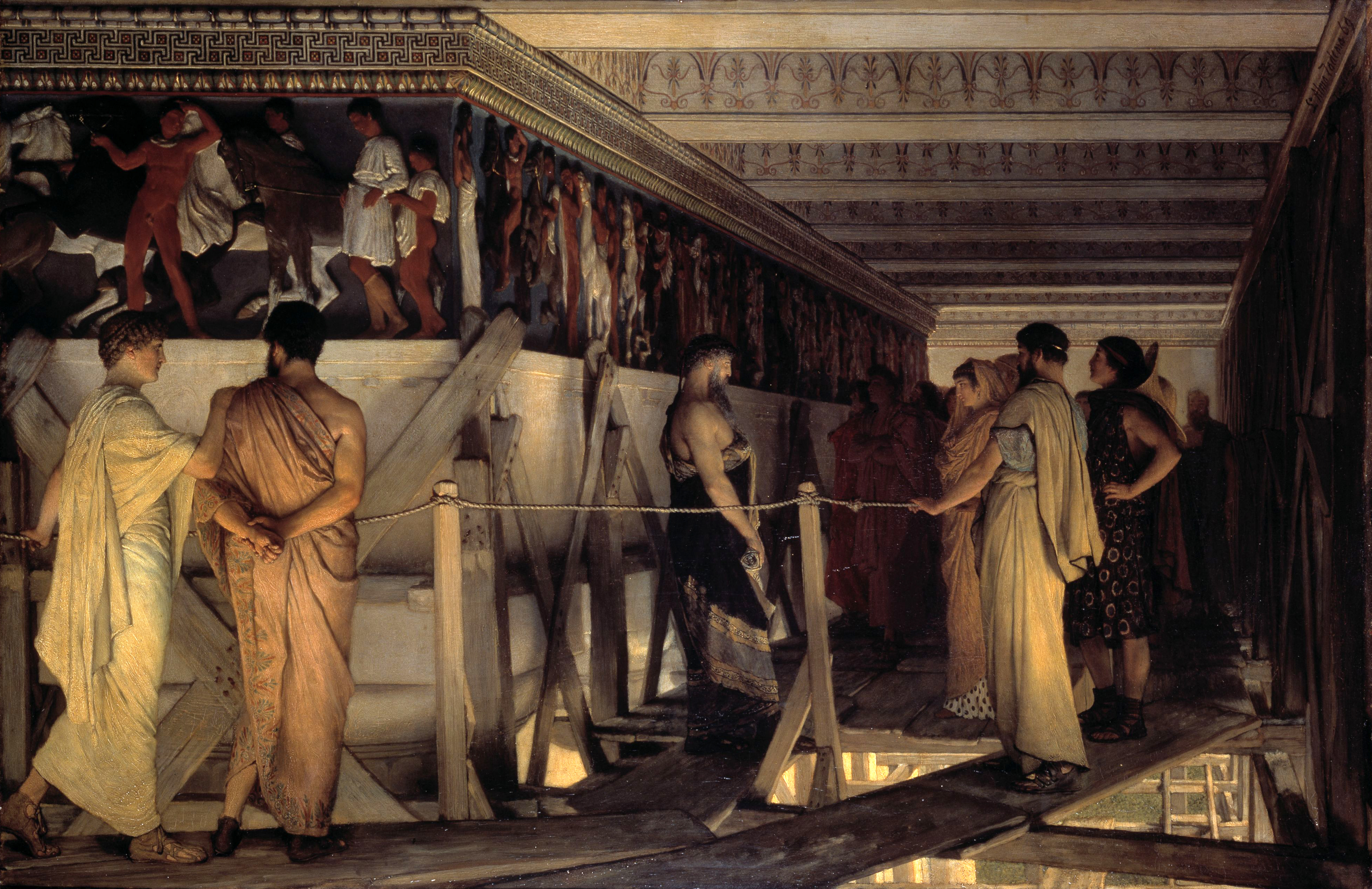
Reconstrucción victoriana imaginativa del color del friso del Partenón.

El mármol fue extraído del Monte Pentélico y transportado 19 km hasta la acrópolis de Atenas. Una cuestión persistente ha sido si fue esculpida in situ. Justo debajo de la moldura y sobre la tenía hay un canal de diecisiete milímetros de alto que podía haber servido para proporcionar acceso al cincel del escultor cuando acabara las cabezas o los pies del relieve; esta franja guía es la mejor evidencia que se tiene de que los bloques fueron esculpidos sobre la pared. Además, desde un punto de vista práctico, es más fácil mover un escultor que una escultura, y para colocarlos por medio de una palanca en el lugar correspondiente podrían astillarse los bordes. Ninguna información se ha recuperado acerca del número de personas que podrían haber formado parte del taller, yendo las estimaciones desde tres hasta ochenta escultores tomando como base el estilo, sin embargo Jenifer Neils sugiere nueve, basándose en que este es el número mínimo necesario para producir la obra en el tiempo pactado. Fue acabado con detalles de metal y pintada, sin que haya sobrevivido color alguno, por lo que se debe argumentar por analogía. El fondo quizá fuera azul juzgando por comparación con estelas funerarias y los restos de pintura en el friso del Hefestión. Es posible que las figuras sostuvieran objetos que también estaban representados como el tridente de Poseidón y el laurel en la mano de Apolo. Los muchos agujeros que se han encontrado en las cabezas de Apolo y Hera indican que estos dioses estarían coronados con una corona de bronce dorado.
También, en algunas ocasiones era de oro y plata.

## Dimensiones
El friso lo forman 378 figuras, 245 animales; tiene 160 metros de largo, 1 metro de alto y sobresale 5,6 cm en los lugares de máxima profundidad. Está compuesto por 114 bloques de longitud variable, con 1,22 metros de alto y 60 centímetros de ancho, representando dos filas paralelas en procesión. Era una novedad particular del Partenón que la cella llevase un friso jónico sobre la pronaos hexástila más que metopas dóricas que se podrían esperar de un templo dórico. A juzgar por la existencia de régulas y gotas bajo el friso del muro orientado hacia el este, esto era una innovación introducida más tarde en el proceso de edificación y reemplazó las diez metopas y los triglifos que habrían sido colocados en otro caso en el lugar. Está esculpida en bajorrelieve, a diferencia de los frontones, en los que las figuras están en bulto redondo, y las metopas, que están en altorrelieve.
El sistema de numerar los bloques del friso fue iniciado a partir de la obra de Adolf Michaelis (1871) Der Parthenon, desde entonces Ian Jenkins ha revisado este esquema a la luz de descubrimientos recientes. La convención, aquí conservada, es que los bloques se numeran en romanos y las figuras en números arábigos, las figuras se numeran de izquierda a derecha en contra de la dirección de la procesión en el norte y oeste y a favor de ella en el sur. 

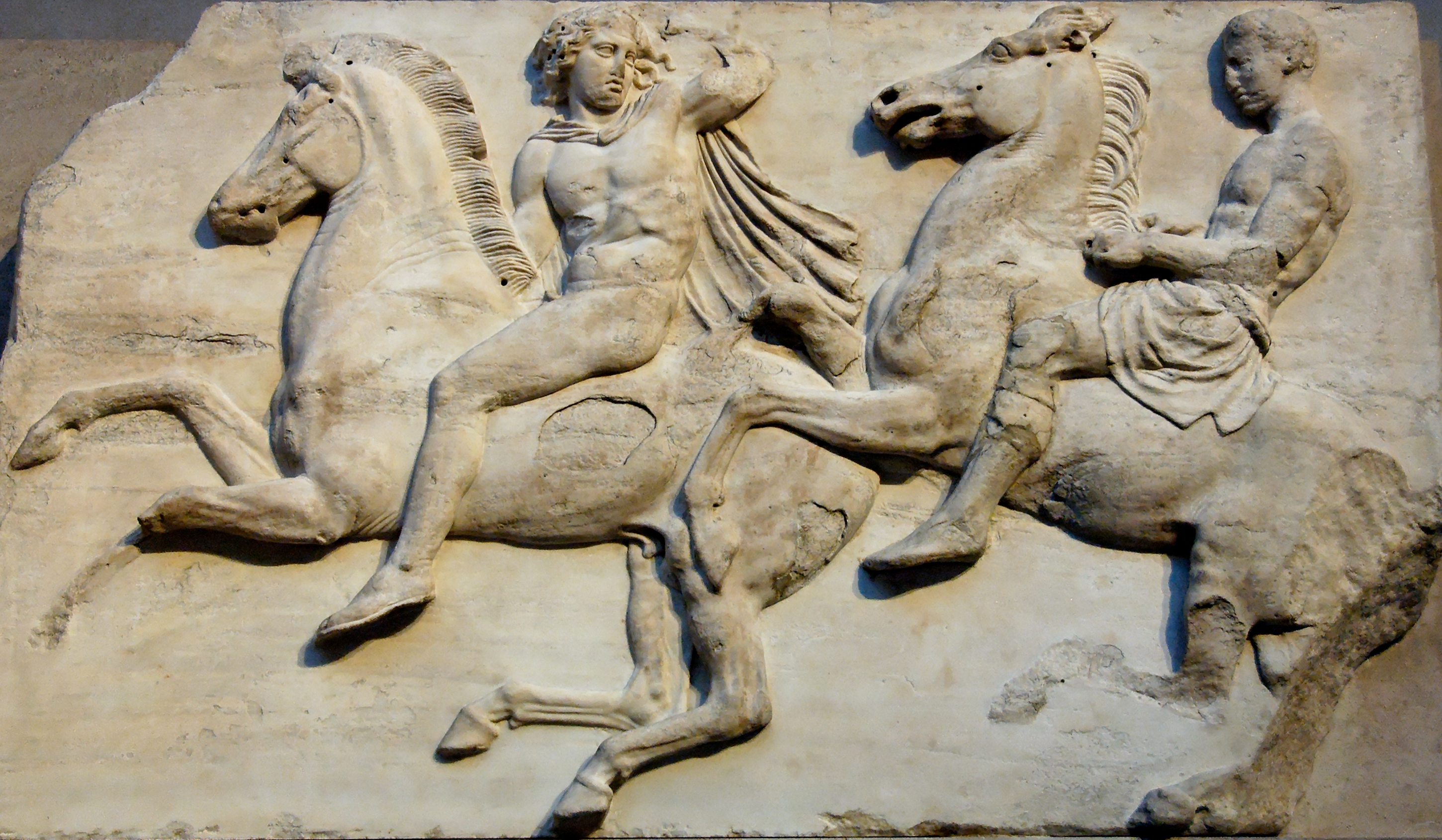
Caballería del friso del Partenón, oeste II, 2-3. Museo Británico.

## Tema
Puede considerarse la escena de la manera siguiente: conducido por los magistrados avanza un cortejo donde figuran los caballeros y los soldados en armas, los ciudadanos, los  músicos, así como los portadores de ofrendas seguidos por los animales de sacrificio. El cortejo se dirige hacia la Acrópolis y la asamblea de los dioses. Los ciudadanos y las mujeres participan en la procesión, acompañados de metecos y de representantes de los aliados de Atenas.
La marcha del cortejo está situada en el lado oeste del templo. La procesión se divide en dos grupos, uno que se dirige hacia el lado norte, y el otro hacia el lado sur. Los dos grupos se unen junto a la entrada del lado este, bajo la mirada de los dioses que observan el cortejo.

## Descripción

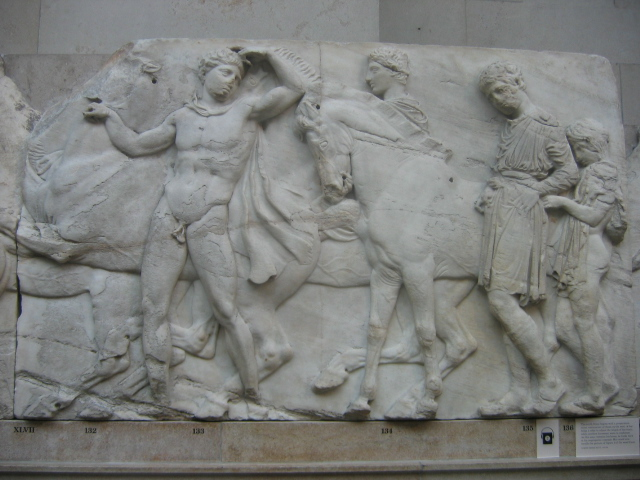
Friso oeste XLVII, 132-136, Museo Británico.

La narración del friso comienza en la esquina sur oeste donde la procesión aparece para dividirse en dos filas separadas. El primer tercio del friso occidental no forma parte de la procesión sino que en lugar de ello parece que representa las etapas preparatorias para los participantes. La primera figura aquí es un estratego (general) vistiéndose, W 30, seguido de varios hombres preparando los caballos W28-23 hasta la figura W22 quien, se ha sugerido, puede estar ocupado en el dokimasia, la prueba o alistamiento de los caballeros (hippeis). W24 es una figura ambigua que podía ser el propietario de un caballo rechazado, protestando, o un cerice cuya mano sostenía parte de un salpinx (trompeta) perdido, de cualquier modo este punto marca el comienzo de la procesión en sí.
Las siguientes hileras W21-1 junto con N 75-136 y S 1-61 son todas de caballeros y constituye un 46% del friso en total. Están divididos en dos líneas de diez hileras - significativamente, el mismo número que las tribus áticas. Todos son jóvenes lampiños —efebos— con la excepción de dos, W8 y W15, quien junto con S2-7 llevan vestimentas tracias con gorra de piel, una capa estampada y botas altas; estos han sido identificados por Martin Robertson como hiparcos. Después hay carros de cuatro caballos, cada uno de ellos con su conductor y un pasajero armado, hay diez en el friso meridional y once en el septentrional. Puesto que estos pasajeros son a veces representados desmontando puede que representaran a los apóbatas, participantes en una carrera ceremonial del Ática y Beocia.
A la altura de N42 y S89 el desfile ecuestre ha acabado y las siguientes dieciséis figuras del norte y dieciocho en el sur se considera que son los ancianos de Atenas, a juzgar por su cabello trenzado, un atributo de edad distinguida en el arte clásico. Cuatro de estas figuras levantan su mano derecha en un gesto de puño cerrado que sugiere una postura relacionada con los ancianos portadores de ramas de olivo (los thallophoroi/talóforos) que eran hombres ancianos elegidos por su buen aspecto en competición. Sin embargo, no tienen perforados agujeros para insertar rama alguna en sus manos. Después en la línea (N107-114, N20-28) están los músicos: cuatro tocadores de kithara (o gran lira) y cuatro de aulos (oboe). N16-19 y S115-118 (conjetura) son los portadores de hidrias (hydriaforoi/hidriáforos), aquí hombres más que muchachas metecas mencionadas en la literatura sobre las Panateneas. N13-15, S119-121 son los skafeforoi, los portadores de bandejas de los panales y pasteles usados para atraer a los animales del sacrificio hacia el altar. N1-12, S122-149 son las diez vacas en el sur y cuatro vacas y cuatro ovejas en el norte, que se van a sacrificar en la Acrópolis, presumiblemente una forma abreviada de la hecatombe usualmente ofrecida en esta ocasión. Llama la atención que aquí hay un ritmo a-b-a de vacas plácidas e impacientes.

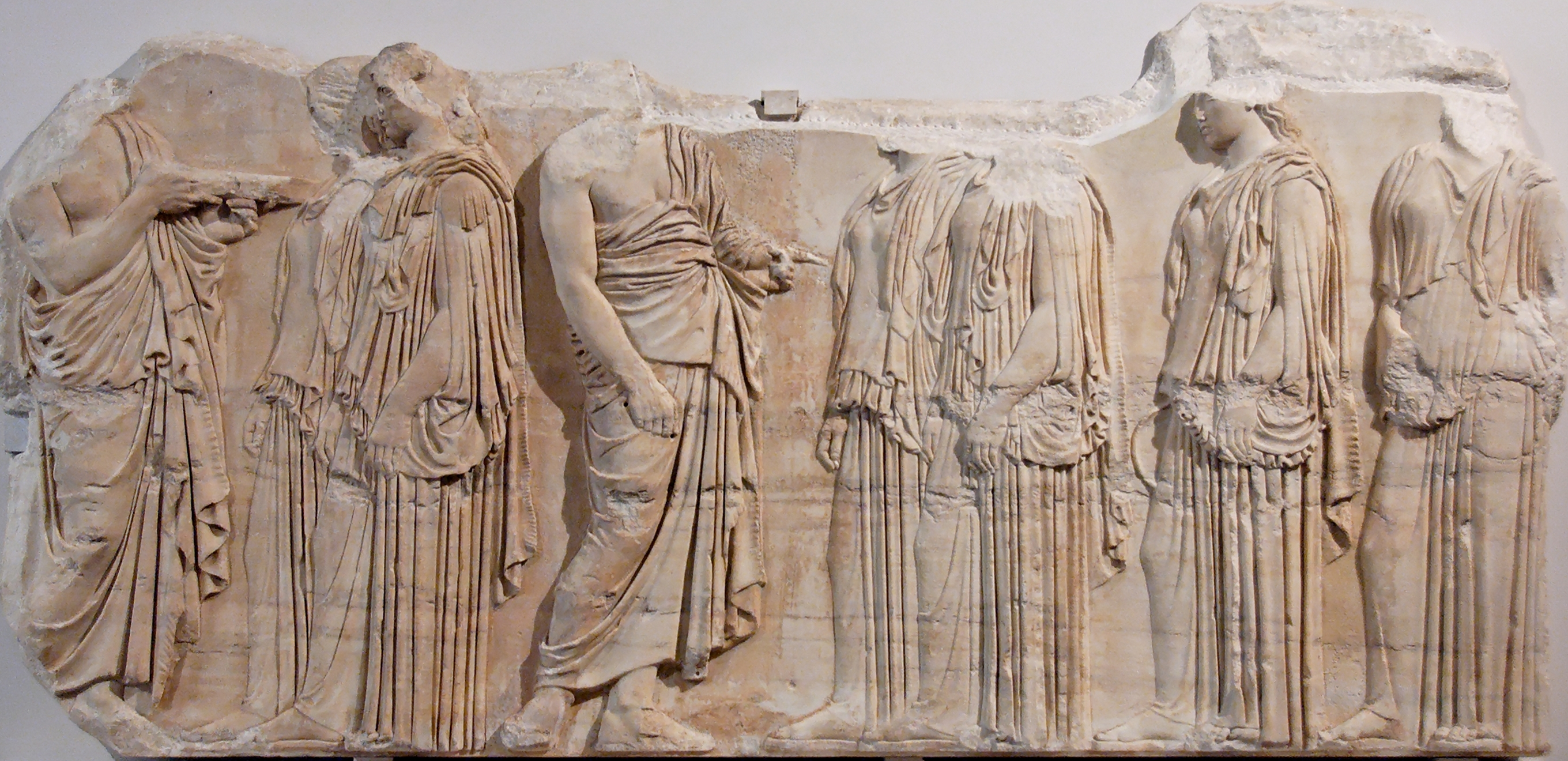
Sección de tejedoras del friso, Friso este VII, 49-56, Louvre, (MR 825).

Conforme las filas convergen en el friso oriental encontramos las primeras mujeres celebrantes E 2-27, E50-51, E53-63. Llevan instrumentos y parafernalia para el sacrificio, incluyendo los fíalas (jarras), enócoes (jarras de vino), timiaterio (quemador de incienso), y en el caso de E50-51 es evidente que acaban de darle al strategos E49 un káneon (cesta), lo que hace que la muchacha sea una canéfora. Los siguientes grupos E18-23, E43-46, son muy problemáticos. Seis de la izquierda y cuatro de la derecha, si no se cuentan las otras dos figuras que pueden ser o no ser estrategos, entonces este grupo podría considerarse que son los diez héroes epónimos que dieron su nombre a las diez tribus. Ciertamente su proximidad a los dioses indica su importancia, pero seleccionando de forma diferente entonces nueve de ellos podrían ser los arcontes de la polis u atlotetas, magistrados que dirigían la procesión; la evidencia iconográfica es insuficiente para determinar qué interpretación es correcta. Los doce dioses sentados se considera que son los Olímpicos, siendo un tercio más altos que cualquier otra figura del friso y están colocados en dos grupos de seis sobre taburetes diphroi (sin respaldo) con la excepción de Zeus, que está entronizado. Sus espaldas se encuentran vueltas hacia lo que debe ser el acontecimiento culminante de la procesión E31-35; cinco figuras (tres niños y dos adultos, y aunque muy corroídos, los dos niños de la izquierda son posiblemente niñas) las chicas llevan objetos sobre sus cabezas mientras que un tercero, posiblemente un chico, ayudando a un adulto que puede ser el arconte basileo, a doblar una pieza de tela. Este es usualmente entendido como la representación del peplo de Atenea por las arréforas.

## Estilo

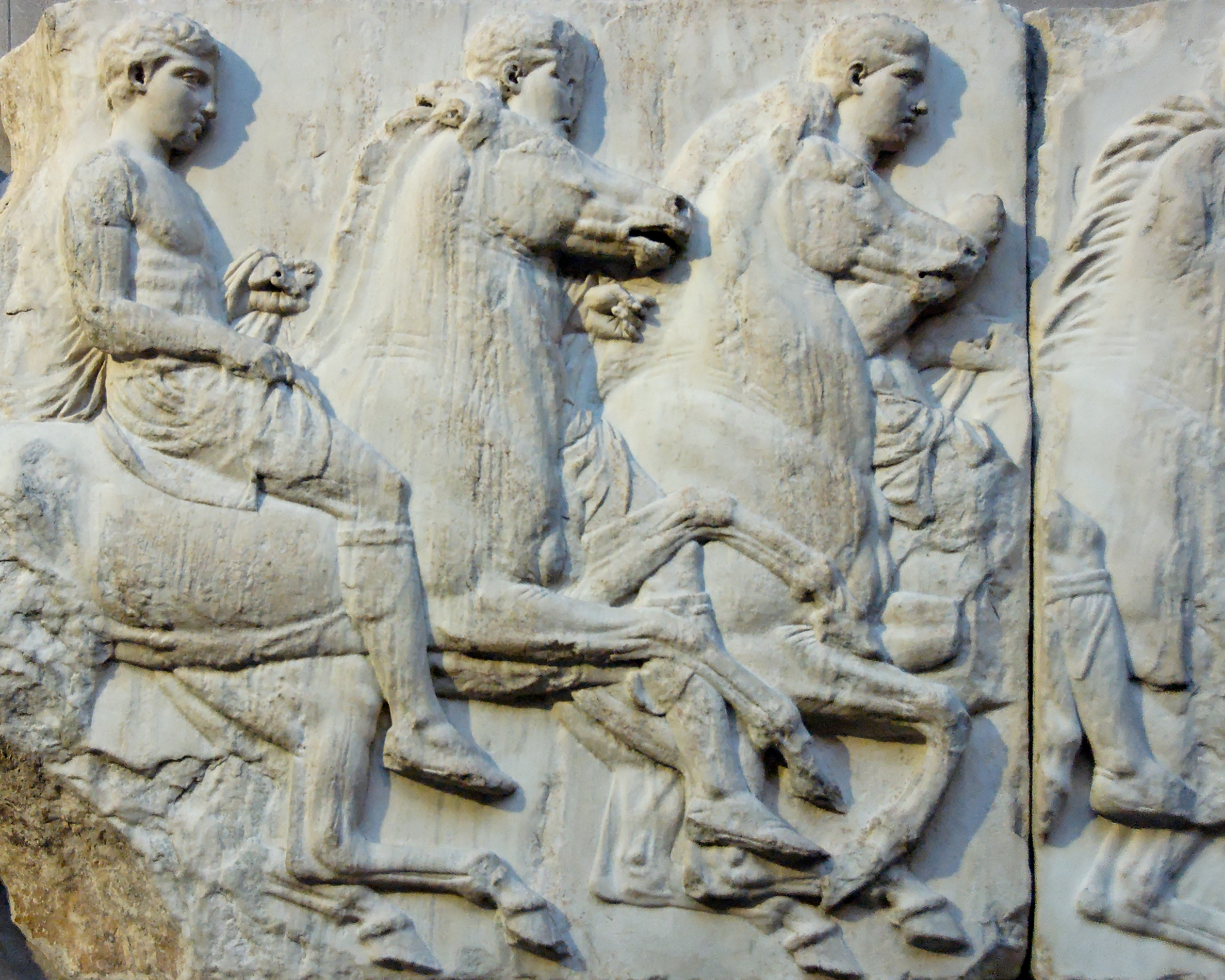
Cabalgata, friso sur X XI, 26-28, Museo Británico.

El friso del Partenón es el monumento definitivo del estilo clásico alto de la escultura ática. Permanece entre el eclipse gradual del estilo severo como puede verse en las metopas del Partenón y la evolución del rico estilo del clásico tardío ejemplificado por la balaustrada de Niké. De qué fuentes bebió el diseñador del friso es difícil de juzgar. Ciertamente, el arte narrativo a gran escala era familiar para los atenienses del siglo V como en la pintura de la Estoa Pecile de Polignoto, pero sin evidencia en contrario es razonable asumir que las novedades del Partenón pertenecen en exclusiva a Fidias y a su taller. Este período es uno de descubrimiento de las posibilidades expresivas del cuerpo humano; hay una mayor libertad en las posturas y los gestos, y una atención creciente hacia la verosimilitud anatómica que puede observarse en las ponderadas posturas de las figuras W9 y W4 que parcialmente anticipan el Doríforo de Policleto. Hay una notable comodidad en los físicos del friso en comparación con la rigidez de las metopas junto con un ojo por sutilezas tales como los tendones de los nudillos, las venas y la articulación cuidadosa de la musculatura. Una innovación importante del estilo es el uso de los drapeados como una expresión de movimiento o para sugerir el cuerpo por debajo; en la escultura arcaica y clásica temprana, la ropa caía sobre el cuerpo como si fuera una cortina que oscurece la forma bajo él, ahora encontramos las clámides ondulantes de los caballeros o los peplos con muchos dobleces de las mujeres que permiten un movimiento superficial y tensión en sus poses que de otra forma serían estáticas. La variación en las crines de los caballos ha sido de interés particular para los eruditos que intentan discernir las personalidades artísticas de los escultores que trabajaron en el friso, hasta ahora este análisis morelliano no ha sido concluyente.

## Interpretación

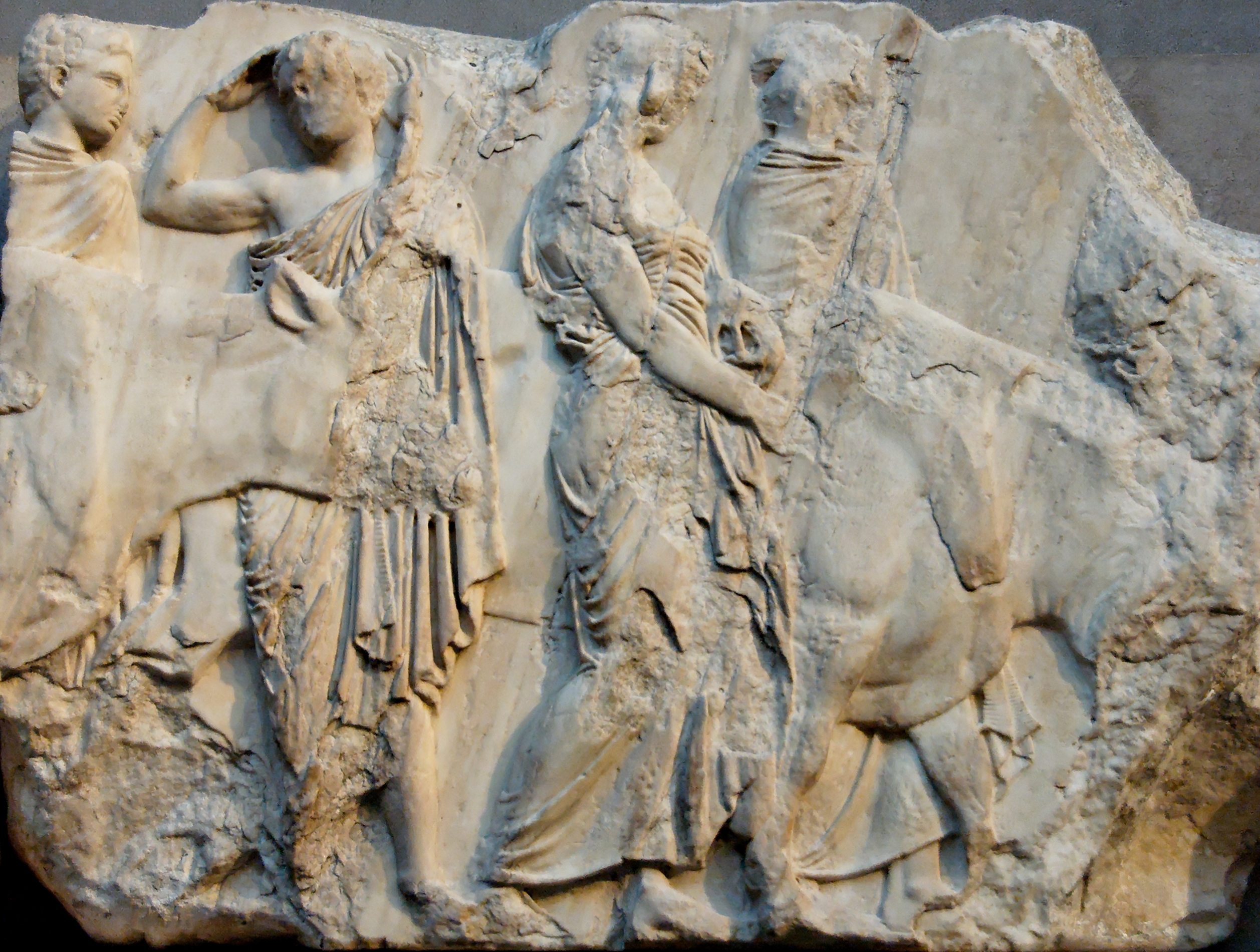
Ganado llevado al sacrificio, Sur XLV, 137-140, Museo Británico.

Como no ha sobrevivido ninguna descripción del friso de la antigüedad la cuestión del significado de la escultura ha sido persistente y aún no resuelta. El primer intento publicado de interpretarlo pertenece a Ciríaco de Ancona en el siglo XV quien se refirió a él como las «victorias de Atenas en los tiempos de Pericles» Sin embargo, lo que hoy es el punto de vista ortodoxo sobre la pieza, esto es, que representa la procesión de las Grandes Panateneas desde Eleusis hasta Atenas, fue sopesado por Stuart y Revett en el segundo volumen de sus The Antiquities of Athens, 1787. Interpretaciones posteriores se han construido ampliamente sobre esta teoría incluso si rechazan que una escultura en un templo puede representar un acontecimiento contemporáneo más que uno mitológico o histórico. Solo en años recientes se ha elaborado una tesis alternativa, y es que el friso representa el mito fundador de la ciudad de Atenas en lugar de la fiesta.
La idea de que la escena sea un documento de la fiesta de Atenea está cargada de problemas. Se sabe, gracias a fuentes tardías, que hay una serie de clases de individuos que interpretaban un papel en la procesión no están presentes en el friso, como los hoplitas, los aliados de la Liga de Delos, los skiaforoi o portadores de sombrillas, las hydraiforoi femeninas (solo hay portadores de hidrias masculinos), thetes, esclavos, metecos, el barco panatenaico y algunos sugerirían las canéforas. Que lo que vemos actualmente se pretendiera como una imagen genérica de la fiesta religiosa es problemática pues ninguna otra escultura en un templo representa un acontecimiento contemporáneo que involucrase a mortales. Así que ubicar la escena en tiempos míticos o históricos ha sido la principal dificulta de esta línea de investigación. John Boardman ha sugerido que la caballería representa la heroización de los marathonomachoi, los hoplitas que cayeron en Maratón en 490, y que por lo tanto estos jinetes serían los atenienses que intervinieron en las últimas Grandes Panateneas anteriores a la guerra. En apoyo, señala él, el número de jinetes, los pasajeros de los carros (pero no los conductores), mozos de cuadra y mariscales vienen a ser el mismo número que los que Heródoto da para los atenienses muertos: 192. Igualmente sugerente de una referencia a la Guerra con Persia es la similitud que varios estudiosos han encontrado con el friso de la escultura Apadana en Persépolis. De manera diferente, serían los demócratas atenienses que se muestran a sí mismos como oponentes de una tiranía oriental: la Atenas aristocrática emulando al Oriente Imperial. Profundizando en este argumento del «espíritu de una época» tenemos a JJ Politt’s quien considera que el friso personifica el manifiesto de Pericles, que favorecía las instituciones culturales de agones (o concursos, tal como testimonian los apobatai), sacrificios y entrenamiento militar así como una serie de otras virtudes democráticas. Los estudios recientes que van en esta misma línea han hecho del friso un lugar de tensión ideológica entre la élite y el demos con quizá solo la aristocracia presente y una referencia meramente velada a las diez tribus.

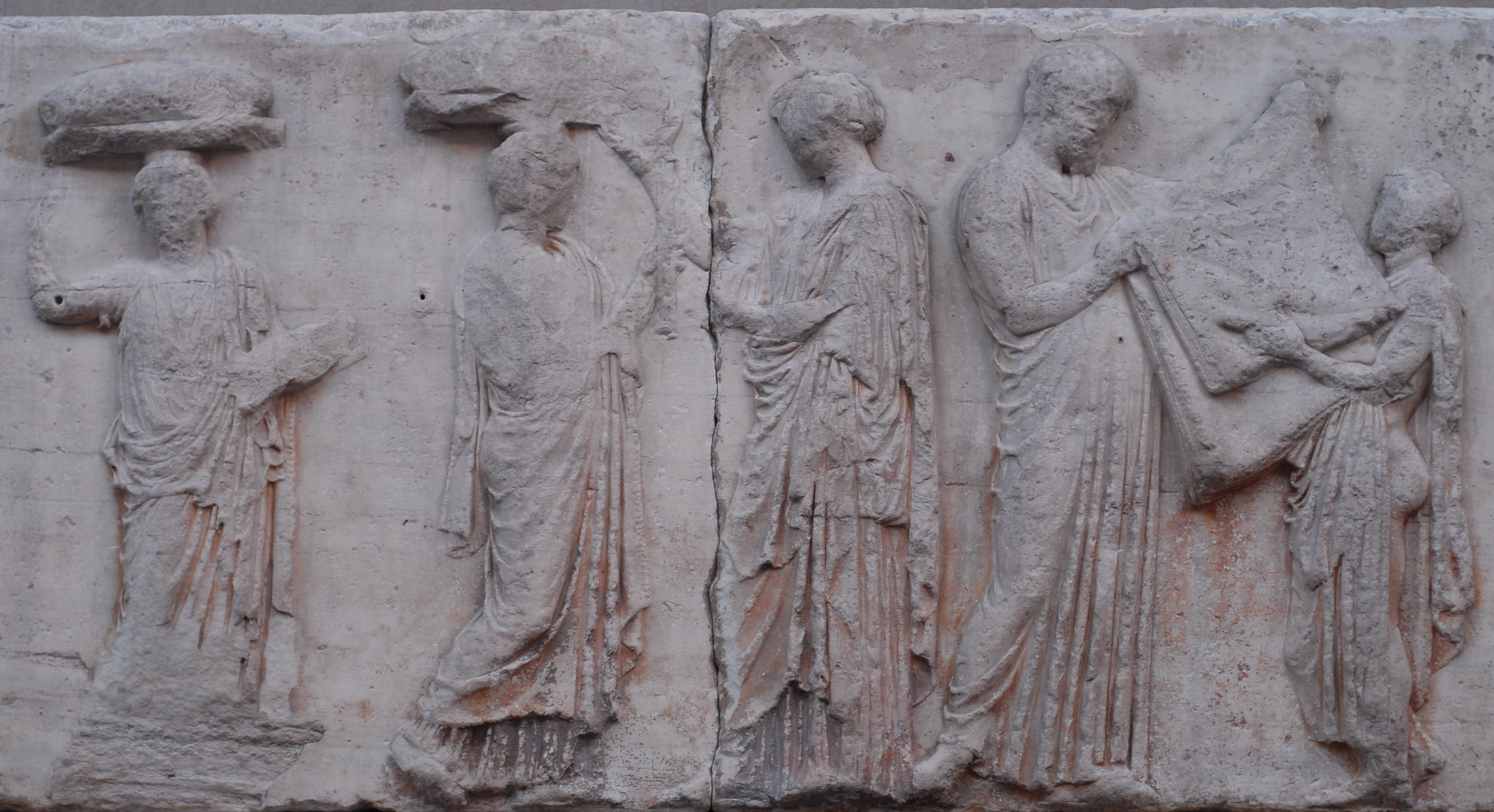
La llamada escena del peplo, Este V, 31-35, Londres.

Los frontones, metopas y escudo de Atenea ilustran el pasado mitológico y como los dioses están observando en el friso oriental es natural buscar una explicación mitológica. Chrysoula Kardara ha aventurado que el relieve nos muestra la primera procesión de las Panateneas instituida bajo el mítico rey Cécrope. Esto ciertamente explicaría la ausencia de los aliados y del barco pues estos son posteriores a la práctica original del rito de sacrificio. Esta autora señala el E35 como el futuro rey Erictonio presentando el primer peplo a su predecesor Cécrope, iconográficamente similar a la representación del chico en un kílix fragmentario de los años 450 a. C. (Acropolis 396). Una interpretación reciente, más radical, de Joan Breton Connelly, identifica la escena central en el friso oriental (por lo tanto encima de la puerta de la cella y centro focal de la procesión) no como la entrega del peplo de Atenea por las arréforas, sino la donación de la vestimenta sacrificial por la hija del rey Erecteo en preparación para el sacrificio de su vida. Una interpretación sugerida por el texto de los restos de papiro fragmentarios del Erecteo de Eurípides, donde su vida es exigida para salvar la ciudad de Eumolpo y los eleusinos. Así los dioses le vuelven la espalda para evitar la contaminación de la visión de su muerte. 
Una interpretación más reciente propuesta por William St Clair sostiene que el friso representa la celebración del nacimiento de Ion, un descendiente de Erechtheus. No obstante, esta interpretación ha sido cuestionada recientemente por Catharine Titi, quien comparte la opinión de St Clair de que el ambiente es de celebración en lugar de sacrificio, pero resalta que la celebración del nacimiento de Ion requeriría la presencia de un recién nacido, el cual no está presente en el friso.

## Influencia
Las obras de arte más antiguas que han sobrevivido y muestran trazas de la influencia del friso del Partenón pertenecen a los medios de pintura sobre vasos y estelas grabadas donde se puede encontrar cierto eco no solo de motivos, temas, posturas sino también el tenor del mismo. Imitación directa, y ciertamente cita, del friso comienza a ser pronunciado alrededor del año 430 a. C. Un ejemplo llamativo, una copia explícita, es un pelike atribuido al pintor de bodas (Berlin F 2357) de un joven «aparcando» el caballo exactamente del mismo modo que la figura W25 del friso. Mientras aquellas pinturas sobre cerámica que se asemejan al friso se concentran en torno al año 430, los vasos que citan los frontones se datan más próximos al final de siglo proporcionando una mayor evidencia de la prioridad del programa escultórico. Pintores con más talento también encontraron inspiración en la escultura, principalmente Polignoto I y su grupo, especialmente el pintor Peleo, el pintor Cleofón y la obra tardía del pintor de Aquiles. Pintores posteriores de talento también consiguieron captar el estado de ánimo de eusebeia o piedad pensativa de la procesión como, por ejemplo, en la crátera con volutas de Cleofón de un sacrificio a Apolo (Ferrara T57), que comparte la callada dignidad de la mejor escultura del alto clasicismo.
Es natural buscar resonancias del friso en la escultura en relieve ática de finales del siglo V a. C.; estas pueden descubrirse hasta cierto punto en las obras públicas del friso del Hefestión y en la balaustrada de la Atenea Niké, donde la imaginería de los dioses sentados y el atador de sandalia respectivamente probablemente tienen una deuda con el Partenón. Pueden encontrarse igualmente rastros en los encargos privados de estelas funerarias de la época, por ejemplo la «estela del gato» procedente de Egina (NAMA 715) muestra una clara similitud con las figuras N135-6. Lo mismo ocurre con el Hermes del relieve de cuatro figuras conocido por una copia romana (Louvre MA 854). El arte clasicista posterior de las épocas helenística y romana también miraron hacia el friso en busca de inspiración como puede comprobarse en el sarcófago licio de Sidón (Fenicia), el Ara Pacis Augustae, la Gemma Augustea, y muchas piezas de la generación del emperador romano Adriano.

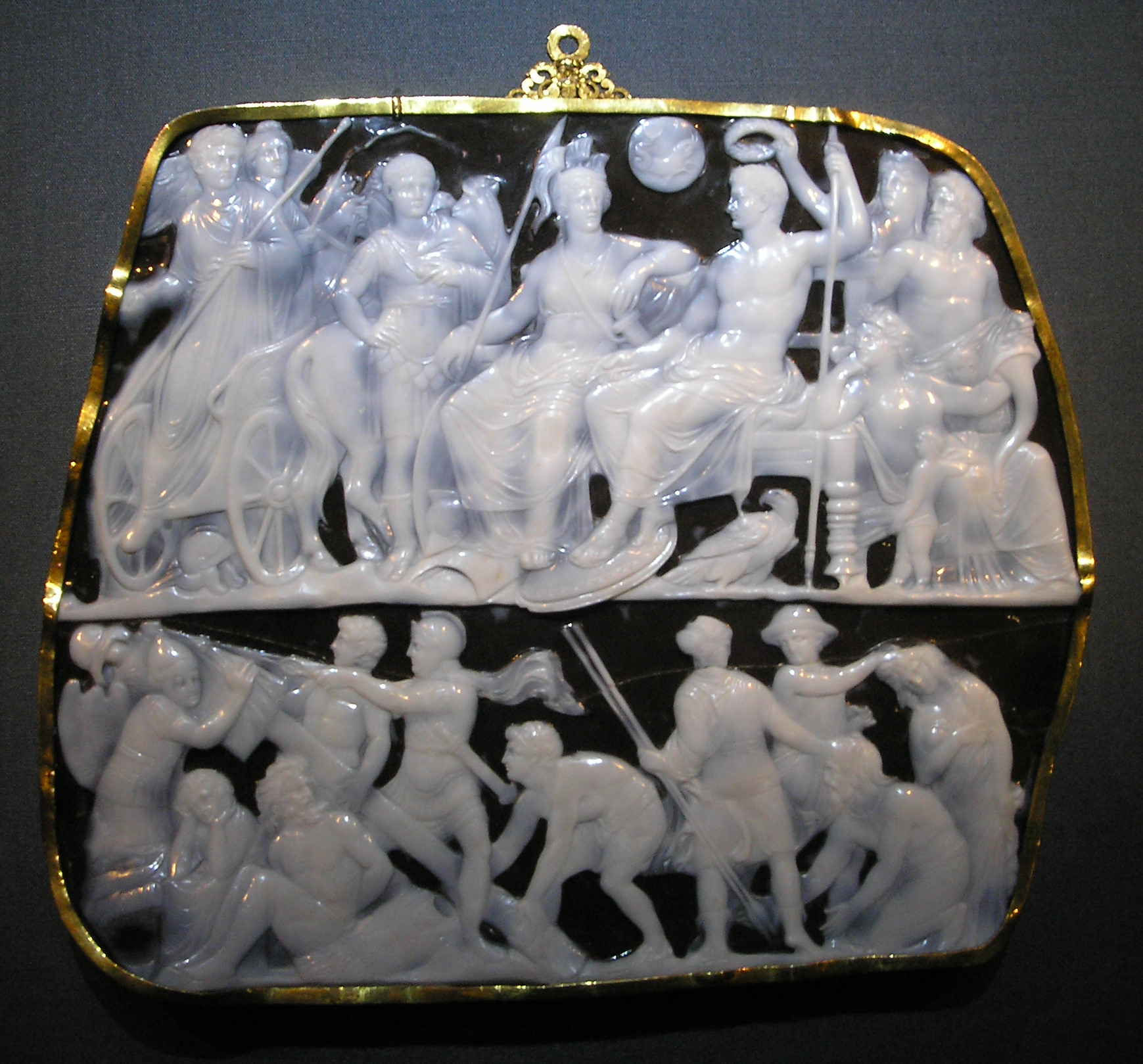
Gemma Augustea, Kunsthistorisches Museum, Viena.